# 로리 허링
로리 휴어링(Lori Heuring, 1973년 4월 6일 ~ )는 미국의 배우이다.
파나마시티에서 태어났다.

## 영화
- 크로스 2 (2017년)
- 크로스: 신의후예 (2011, Cross) - 루시아 역
- 마이 프리텐드 와이프 (2011년) - 세일즈걸 역
- 매직 (2010년) - 의사 사라 웨스트코트 역
- 위딘 (2009년) - 애비 밀러 역
- 헝거 (2009년)
- 포커 클럽 (2008년)
- 위키드 리틀 씽스 (2006년) - 카렌 튜니 역
- 8미리 2 (2005년) - 티쉬 역
- 더 스케어 홀 (2004년)
- 사커 독 2 - 유럽컵 (2004년)
- 런어웨이 (2003년)
- 성질 죽이기 (2003년)
- 킹스 하이웨이 (2002년) - 메리 역
- 타부 (2002년)
- 프리티 웬 유 크라이 (2001년)
- 트루 블루 (2001년)
- 멀홀랜드 드라이브 (2001년) - 로레인 커셔 역
- 인 크라우드 (2000년) - 애드리언 역
- 레스토랑 (1998년)
- 블레이드 포스 (1998년)
- 애니멀 룸 (1995년)
- 8초의 승부 (1994년)